# المرقوم
المرقوم هو نسيج من الصوف يستعمل سجادًا وزرابي أرضية، وترجع أصوله للعرب والأمازيغ ويصنع في تونس فقط. يختلف عن الكليم عبر الزخارف معينة الزوايا التي تزينه.

## الصناعة
الصناعة التقليدية للمرقوم هي مزيج من فن النسيج التقليدي والرسم على الصوف. الحرفي يحضر الصوف ويستعمل المنسج والمواد التقليدية. هذه الصناعة التقليدية تتطلب قوة وجهد جسدي كبير، وذلك كعدة صناعات تقليدية يدوية أخرى. يحظى المرقوم بشعبية كبيرة، سواء عند التونسيين أو لدى السياح.

يصنع المرقوم في مناطق قفصة والجم ووذرف والقيروان.

## طالع المزيد
- كليم